# 양취안시
양취안(양천, 중국어: 阳泉, 병음: Yángquán)은 중국 산시성의 동부에 위치하고 타이항산맥(태행산맥)의 서쪽에 있다. 산시 성 직하에 지급시중 하나이고 면적은 4452평방킬로미터, 총인구는 115만명이다.
양취안은 광물 자원이 풍부하고 무연탄으로 유명하다. 양취안은 중국 공산당에 의해 만들어진 첫 번째 도시이다.

## 지리
산시 성 동부, 타이항산맥의 서쪽 기슭에 위치하고 허베이성, 신저우시, 타이위안시, 진중시와 접한다.

## 역사
주나라 때인 기원전 569년, 적족의 한 분가인 백적에 의해 현재의 위 현 동부에 구유국이 건국되었다는 것이 사적에 확인되는 최초의 양취안의 기록이다. 또 위 현의 서부는 진의 세력이었다.
청말의 1903년, 스타이 선이 개통해 광업이 활발해졌고, 1936년에는 인구 3만여명의 소진(小鎮)을 형성해 핑딩 현에 속하고 있었다. 1947년에 양취안 시가 성립했고, 1983년에는 핑딩 현, 위 현을 합병해 현재의 행정구역이 탄생했다.

## 기후
| 양취안시의 기후                                               | 양취안시의 기후 | 양취안시의 기후 | 양취안시의 기후 | 양취안시의 기후 | 양취안시의 기후 | 양취안시의 기후 | 양취안시의 기후 | 양취안시의 기후 | 양취안시의 기후 | 양취안시의 기후 | 양취안시의 기후 | 양취안시의 기후 | 양취안시의 기후 |
| 월                                                            | 1월             | 2월             | 3월             | 4월             | 5월             | 6월             | 7월             | 8월             | 9월             | 10월            | 11월            | 12월            | 연간            |
| ------------------------------------------------------------- | --------------- | --------------- | --------------- | --------------- | --------------- | --------------- | --------------- | --------------- | --------------- | --------------- | --------------- | --------------- | --------------- |
| 역대 최고 기온 °C (°F)                                        | 16.3 (61.3)     | 24.2 (75.6)     | 29.9 (85.8)     | 36.9 (98.4)     | 37.8 (100.0)    | 41.7 (107.1)    | 41.5 (106.7)    | 37.6 (99.7)     | 37.6 (99.7)     | 30.1 (86.2)     | 26.3 (79.3)     | 16.9 (62.4)     | 41.7 (107.1)    |
| 일평균 최고 기온 °C (°F)                                      | 2.8 (37.0)      | 6.4 (43.5)      | 12.9 (55.2)     | 20.3 (68.5)     | 25.8 (78.4)     | 29.3 (84.7)     | 29.9 (85.8)     | 28.2 (82.8)     | 24.1 (75.4)     | 18.5 (65.3)     | 10.7 (51.3)     | 4.3 (39.7)      | 17.8 (64.0)     |
| 일일 평균 기온 °C (°F)                                        | −3.2 (26.2)     | −0.2 (31.6)     | 6.0 (42.8)      | 13.2 (55.8)     | 19.1 (66.4)     | 22.8 (73.0)     | 24.2 (75.6)     | 22.6 (72.7)     | 17.9 (64.2)     | 12.0 (53.6)     | 4.6 (40.3)      | −1.4 (29.5)     | 11.5 (52.6)     |
| 일평균 최저 기온 °C (°F)                                      | −7.5 (18.5)     | −4.8 (23.4)     | 0.8 (33.4)      | 7.4 (45.3)      | 13.1 (55.6)     | 17.3 (63.1)     | 19.8 (67.6)     | 18.5 (65.3)     | 13.3 (55.9)     | 7.1 (44.8)      | 0.2 (32.4)      | −5.4 (22.3)     | 6.6 (44.0)      |
| 역대 최저 기온 °C (°F)                                        | −17.5 (0.5)     | −15.4 (4.3)     | −12.6 (9.3)     | −2.5 (27.5)     | 3.0 (37.4)      | 8.2 (46.8)      | 13.1 (55.6)     | 9.8 (49.6)      | 3.8 (38.8)      | −4.3 (24.3)     | −12.3 (9.9)     | −15.8 (3.6)     | −17.5 (0.5)     |
| 평균 강수량 mm (인치)                                         | 3.8 (0.15)      | 5.7 (0.22)      | 10.3 (0.41)     | 26.7 (1.05)     | 41.5 (1.63)     | 67.4 (2.65)     | 133.5 (5.26)    | 116.7 (4.59)    | 66.8 (2.63)     | 31.6 (1.24)     | 14.7 (0.58)     | 3.0 (0.12)      | 521.7 (20.53)   |
| 평균 강수일수 (≥ 0.1 mm)                                      | 2.5             | 2.9             | 3.5             | 6.1             | 7.1             | 10.8            | 13.7            | 12.0            | 9.1             | 5.9             | 3.9             | 2.0             | 79.5            |
| 평균 강설일수                                                 | 4.0             | 4.3             | 2.8             | 0.8             | 0               | 0               | 0               | 0               | 0               | 0.2             | 2.5             | 3.4             | 18              |
| 평균 상대 습도 (%)                                            | 46              | 46              | 42              | 44              | 47              | 56              | 70              | 74              | 68              | 59              | 51              | 45              | 54              |
| 평균 월간 일조시간                                            | 182.8           | 176.5           | 215.1           | 232.9           | 252.6           | 225.7           | 199.0           | 191.8           | 192.2           | 198.3           | 182.7           | 181.3           | 2,430.9         |
| 가능 일조율                                                   | 60              | 57              | 58              | 59              | 57              | 51              | 45              | 46              | 52              | 58              | 61              | 61              | 55              |
| 출처: 중국기상국 (평년값: 1991년~2020년, 극값: 1971년~2010년) |                 |                 |                 |                 |                 |                 |                 |                 |                 |                 |                 |                 |                 |

## 행정 구역

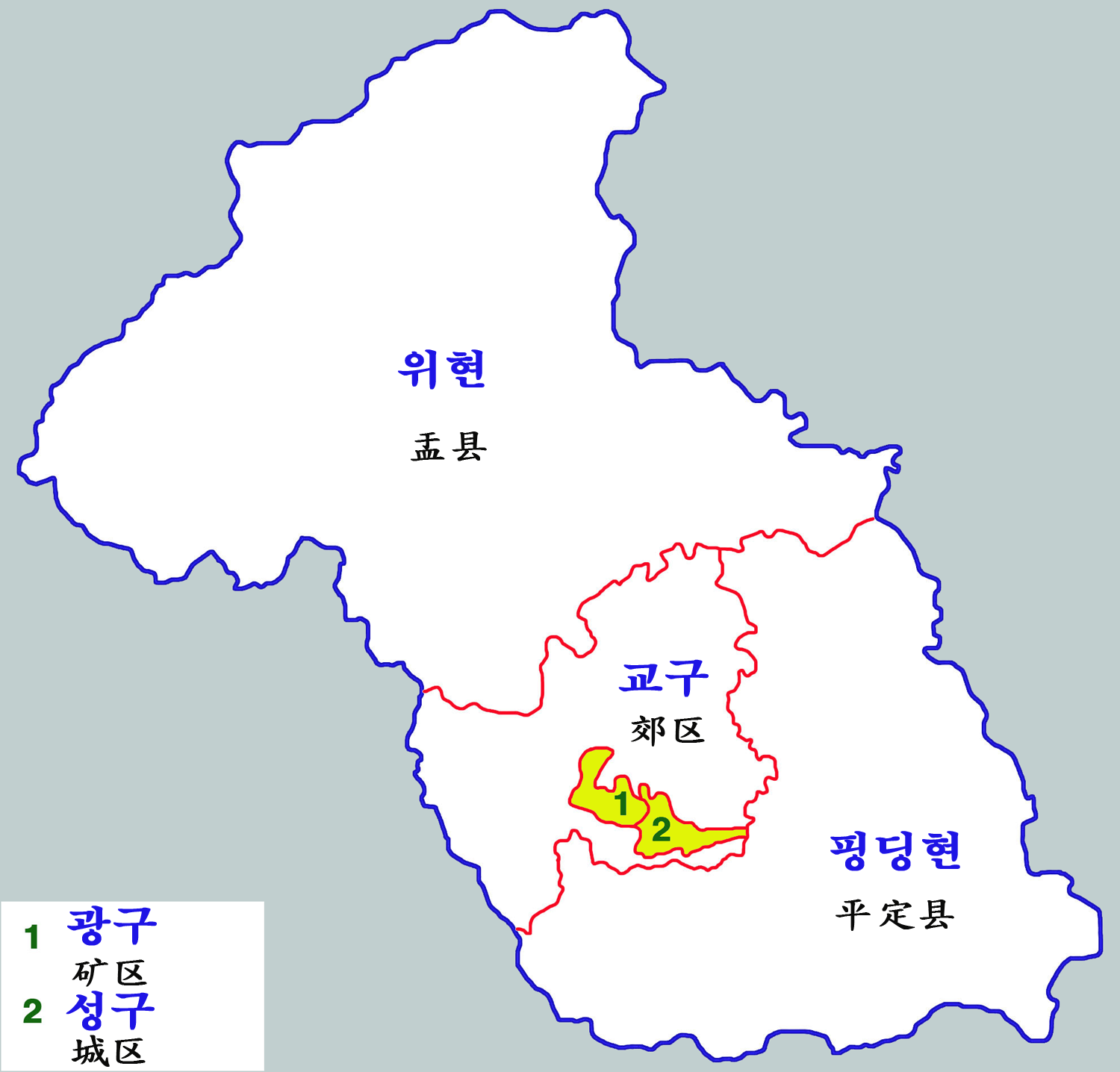
양취안시 현급 행정구역도

시할구
- 청구(城区)
- 쾅구(矿区)
- 자오구(郊区)

현
- 핑딩현(平定县)
- 위현(盂县)

## 출신 인물
- 리옌훙: 바이두 창업자